# Karl August Gustav Fiebrig
Karl August Gustav Fiebrig-Gertz (1869-1951) fue un naturalista, botánico, y zoólogo alemán nacionalizado paraguayo; con su fallecimiento a la edad de 82 años, desapareció una gran figura del estudio de la flora argentina.

## Biografía
Fue criado en Brandeburgo (Prusia) por un tío pastor, y recibió educación escolar privada en la casa parroquial. Realiza sus estudios secundarios en Berlín, y por razones de salud no pudo dar sus exámenes finales.
Estudió Ciencias Naturales con Adolf Engler, Botánica en la Universidad Friedrich-Wilhelms, de Berlín. Debido a una enfermedad no pudo completar los estudios con un examen final.
Entre 1902 a 1907 realiza expediciones científicas y de recolección por América del Sur y Central. Desde 1907 residió en San Bernardino (Paraguay). Y entre 1910 a 1936 fue profesor de Botánica y Zoología en la Universidad Nacional de Asunción (Paraguay). Y en 1914 funda y dirige el Jardín botánico de Paraguay al cual pertenecía un Museo botánico, un Museo zoológico y un jardín zoológico. En 1916, fundó y dirigió una Escuela de Agricultura.
Entre 1934 a 1936 fue director del Ministerio de Agricultura de Paraguay (Departamento de Agricultura), y este último año debe regresar a Alemania debido a una corriente xenófoba en el Paraguay que desencadenó la finalización de la Guerra del Chaco.
Hasta 1945 trabajó en el Instituto Ibero-Americano de Berlín como responsable para el área de botánica y responsable de Argentina, Paraguay y Uruguay. En 1948 regresó a Sudamérica, y se instala en la ciudad de San Miguel de Tucumán, Argentina, colaborando con el Instituto Miguel Lillo, perteneciente a la Universidad Nacional de Tucumán.

## Algunas publicaciones
- 1921. Algunos datos sobre aves del Paraguay. 9 pp.
- 1928. Un diptère ectoparasite sur un phasmide: ...

### Libros
- 1910. Cassiden und cryptocephaliden Paraguays: ihre Entwicklungsstadien und Schutzvorrichtungen (Cassiden y cryptocephaliden de Paraguay: sus etapas de desarrollo y la protección). Volumen 12, N.º 2, comentarios zoológicos. Ed. G. Fischer. 264 pp.
- 1911. Ein Beitrag zun Pflanzengeographie Boliviens (Una contribución a la fitogeografía de Bolivia)
- karl Fiebrig, teodoro Rojas. 1933. Ensayo fitogeografico sobre el Chaco Boreal .... Ed. Imprenta nacional. 87 pp.
- m. Michalowski, karl Fiebrig, teodoro Rojas, Juan Vogt. Los Árboles y arbustos del Paraguay. Volumen 3 de Revista del Jardín Botánico y Museo de Historia Natural del Paraguay. Ed. Centro de Información Agrícola Ganadera-STICA. 185 pp.
- 1932. Nomenclatura guaraní de vegetales del Paraguay. 25 pp.
- 1937. Was ist der Chaco? (¿Qué es el Chaco?). Ed. Ferd. Dümmler. 182 pp.
- 1937. Deutsche Missionsarbeit im Chaco (el trabajo misionero alemán en el Chaco). Ed. Ferd. 97 pp.
- 1940. Lebenszähe Pflanzen der südamerikanischen Flora (Plantas rusticadas de la flora de América del Sur). Ed. Friedländer. 114 pp.
- 1947. Nimm ... und sprich spanisch! (Tome ... y hable castellano!)

## Honores
La Facultad de Filosofía de la Philipps-Universität Marburg (Alemania) le concede el título de doctor honoris causa.

### Epónimos
Géneros
- (Gesneriaceae) Fiebrigia Fritsch[3]

- (Fabaceae) Fiebrigiella Harms[4]

- La abreviatura «Fiebrig» se emplea para indicar a Karl August Gustav Fiebrig como autoridad en la descripción y clasificación científica de los vegetales.[5]